# باد لاسفه
شهر باد لاسفه در ایالت نوردراین-وستفالن در کشور آلمان واقع شده است.